# 우간다저지대땃쥐
우간다저지대땃쥐(Crocidura selina) 또는 문땃쥐(영어명: Moon shrew)는 땃쥐과에 속하는 포유류의 일종이다. 케냐와 우간다에서 발견된다. 자연 서식지는 아열대 또는 열대 기후 지역의 늪과 저지대 산지 숲이다. 서식지 감소로 멸종 위협을 받고 있다.